# Northeast Asia Trade Tower
Northeast Asia Trade Tower (kor: 동북아무역타워) – wieżowiec w Songdo, najdroższym prywatnym projekcie nieruchomościowym Wolnej Strefy Ekonomicznej Inczon, w Korei Południowej. Wieżowiec ma wysokość 312m.
Budynek miał być wizytówką dzielnicy Songdo. Posiada 19 pięter powierzchni biurowej klasy A, najwyższe południowokoreańskie obserwatorium na 65. piętrze, luksusowy hotel, mieszkania i sklepy detaliczne. 
Budynek znajduje się obok Songdo Convensia, centrumm handlowego Riverstone i Sheraton Incheon Hotel.